# Paradaemonia despinayi
Paradaemonia despinayi är en fjärilsart som beskrevs av Eugène Louis Bouvier 1923. Paradaemonia despinayi ingår i släktet Paradaemonia och familjen påfågelsspinnare. Inga underarter finns listade i Catalogue of Life.